# Neue Deutsche Welle (Album)
Neue Deutsche Welle ist das erste Soloalbum des deutschen Rappers Fler. Es erschien am 2. Mai 2005 über Aggro Berlin. Die gleichnamige Premium Edition wurde am 2. Dezember 2005 veröffentlicht.
Im Jahr 2014 veröffentlichte Fler ein Nachfolge-Album mit dem Titel Neue Deutsche Welle 2.

## Vorgeschichte und Entstehung
Nachdem Fler mit seinem ersten professionellen Tonträger, dem Kollabo-Album Carlo Cokxxx Nutten, das in Zusammenarbeit mit Bushido entstand, einen Untergrund-Erfolg feiern konnte und auch auf dessen erstem Soloalbum Vom Bordstein bis zur Skyline mehrere Gastbeiträge hatte, war er – nach Bushidos Weggang – bei Aggro Berlin mehr oder weniger auf sich allein gestellt. Dem Label gelang es, Fler mithilfe der Aggro Ansage Nr. 4, die auf Platz 7 der Albumcharts einstieg, einem größeren Publikum bekannt zu machen. Außerdem veröffentlichte er 2004 seine erste Single AggroberlinA, die auf Position 59 in die deutschen Charts einstieg und sich 10 Wochen in den Top 100 halten konnte. Nach diesem Vermarktungsprozess begann der Rapper schließlich mit den Arbeiten an seinem Debütalbum.

## Bedeutung und Kontroverse
Flers erstes Soloalbum ist nach Sidos Album Maske der zweite Tonträger des Labels Aggro Berlin, der in die Top 5 der deutschen Album-Charts einsteigen konnte. Neue Deutsche Welle verhalf Fler somit zum nationalen Durchbruch und machte ihn neben Sido zum wichtigsten Künstler des Independent-Labels.
Die Umstände der Veröffentlichung des Tonträgers und dessen Inhalte riefen kontroverse Diskussionen hervor. So wurde im Vorfeld mit dem abgewandelten Hitlerzitat zum Überfall auf Polen (Original Hitler: „Seit 5.45 Uhr wird jetzt zurückgeschossen.“ / Werbung Fler: „Am 1. Mai wird zurückgeschossen“ in Fraktur) geworben. Unter anderem deshalb und aufgrund einzelner Textzeilen (z. B. „Das ist Schwarz-Rot-Gold - Hart und Stolz, man sieht’s mir nicht an, doch glaub mir, meine Mum ist Deutsch“, auf NDW 2005) bekam Fler für sein Solo-Album Kritik von vielen Seiten, so wurde dem Künstler vorgeworfen, mit neonazistischem Gedankengut zu kokettieren. In einem Bericht des ARD-Magazins Polylux rechtfertigte der Rapper seine teilweise sehr provokanten Titel mit den Gastauftritten auf seinem Album, die allesamt ausländischer Herkunft seien. Auch Aggro Berlin wehrte sich vehement gegen den Vorwurf des Rassismus: „Keiner unserer Künstler oder Mitarbeiter ist rechtsradikal. Dieser Vorwurf ist absurd und entbehrt jeder Grundlage.“ (Aggro Berlin-Pressemitteilung, erschienen im Juni 2005). Fler selbst zeigte sich bestürzt aufgrund der Vorwürfe und erklärte in Interviews und auf Konzerten, dass er auf keinen Fall ein Neonazi sei, er solche Menschen verabscheue und weiterhin nichts mit ihnen zu tun haben möchte, sowie selbst überhaupt nicht wisse, warum man ihm so etwas vorwerfe. Abgesehen davon, äußerte er sich vor der „Nazi-Debatte“ auf dem Album gegen Neonazis: „Ich schlage Nazis...“ (A.G.G.R.O.). Mit seinem Track Identität, der kurz nach dem Album erschien, bezieht er erneut konkret Stellung zu den Vorwürfen (z. B. „Ich bin kein Nazi, ich bin ein Deutscher mit Identität“ oder „Würden Nazis rappen, glaubt mir, wär'n sie alle schon tot. Ihr wollt jetzt irgendjemand ficken, fickt die NPD!“), erklärt woher der Hass in seinen Liedern kommt und weist weiterhin auf die, seiner Meinung nach, schizophrene Haltung der Gesellschaft hin, die seine Musik und die anderer verbieten wolle, aber Pornos und Filme von Quentin Tarantino toleriere.

## Titelliste
| #   | Titel                    | Gastmusiker            | Produzent                     | Länge |
| --- | ------------------------ | ---------------------- | ----------------------------- | ----- |
| 1.  | Papa ist da (Intro)      |                        | Paul NZA & Kilian             | 3:27  |
| 2.  | A.G.G.R.O.               | Tony D und B-Tight     | DJ Desue                      | 3:46  |
| 3.  | Jackpot                  |                        | Paul NZA & Kilian             | 2:59  |
| 4.  | Skit                     |                        |                               | 0:17  |
| 5.  | NDW 2005                 |                        | Paul NZA & Kilian             | 3:51  |
| 6.  | Was?!                    |                        | DJ Shusta für Phlatline Prod. | 4:33  |
| 7.  | F.L.E.R.                 |                        | Beathoavenz                   | 3:52  |
| 8.  | 20:15                    | G-Hot                  | Paul NZA & Kilian             | 3:05  |
| 9.  | Skit                     |                        |                               | 0:08  |
| 10. | Playboy                  | Sido                   | Don Tone Looplab              | 3:50  |
| 11. | Bitte Bitte              |                        | Beathoavenz                   | 3:36  |
| 12. | Eine Bombe du liegst     | G-Hot                  | Don Tone Looplab              | 3:47  |
| 13. | BÄNG BÄNG                |                        | Fuego                         | 3:48  |
| 14. | Willkommen in Berlin     | Megaloh                | Tai Jason                     | 3:57  |
| 15. | Ein Mann, ein Wort       |                        | Paul NZA & Kilian             | 3:55  |
| 16. | Skit                     |                        |                               | 1:20  |
| 17. | Abtörn Görl              | Deine Lieblings Rapper | Paul NZA & Kilian             | 3:54  |
| 18. | Alles wird gut           | G-Hot                  | Loggarizm/Looplab             | 4:04  |
| 19. | Neue Deutsche Welle 2004 | Shizoe                 | Fuego                         | 3:35  |
| 20. | Schwererziehbar 2005     |                        | Fuego                         | 4:01  |

| #   | Titel                | Gastmusiker            | Produzent                     | Länge |
| --- | -------------------- | ---------------------- | ----------------------------- | ----- |
| 1.  | Papa ist da (Intro)  |                        | Paul NZA & Kilian             | 3:27  |
| 2.  | A.G.G.R.O.           | Tony D und B-Tight     | DJ Desue                      | 3:46  |
| 3.  | Jackpot              |                        | Paul NZA & Kilian             | 2:59  |
| 4.  | Skit                 |                        |                               | 0:17  |
| 5.  | NDW 2005             |                        | Paul NZA & Kilian             | 3:51  |
| 6.  | Was?!                |                        | DJ Shusta für Phlatline Prod. | 4:33  |
| 7.  | F.L.E.R.             |                        | Beathoavenz                   | 3:52  |
| 8.  | 20:15                | G-Hot                  | Paul NZA & Kilian             | 3:05  |
| 9.  | Skit                 |                        |                               | 0:08  |
| 10. | Playboy              | Sido                   | Don Tone Looplab              | 3:50  |
| 11. | Bitte Bitte          |                        | Beathoavenz                   | 3:36  |
| 12. | Eine Bombe du liegst | G-Hot                  | Don Tone Looplab              | 3:47  |
| 13. | BÄNG BÄNG            |                        | Fuego                         | 3:48  |
| 14. | Willkommen in Berlin | Megaloh                | Tai Jason                     | 3:57  |
| 15. | Ein Mann, ein Wort   |                        | Paul NZA & Kilian             | 3:55  |
| 16. | Skit                 |                        |                               | 1:20  |
| 17. | Abtörn Görl          | Deine Lieblings Rapper | Paul NZA & Kilian             | 3:54  |
| 18. | Alles wird gut       | G-Hot                  | Loggarizm/Looplab             | 4:04  |
| 19. | Nach eigenen Regeln  | G-Hot                  | DJ Desue                      | 3:56  |
| 20. | Mentalität           |                        | Beathoavenz                   | 3:36  |

## Gastbeiträge
Auf acht Liedern des Albums bekommt Fler musikalische Unterstützung von anderen Künstlern. Seine Aggro-Berlin-Kollegen Tony D und B-Tight sind bei A.G.G.R.O. zu hören. Flers damaliger Freund G-Hot hat Gastbeiträge auf den Songs 20:15, Eine Bombe du liegst und Alles wird gut, sowie beim Track Nach eigenen Regeln, der nur auf der Premium-Edition enthalten ist. Der Rapper Megaloh tritt auf Willkommen in Berlin in Erscheinung, während Aggro Berliner Sido Fler bei Playboy und an der Seite von Harris als Deine Lieblings Rapper auf dem Lied Abtörn Görl unterstützt. Außerdem ist der Rapper und Sänger Shizoe beim Song Neue Deutsche Welle 2004 zu hören.

## Produktion
Die Musik der Lieder von Neue Deutsche Welle wurden von den Beathoavenz, Paul NZA & Kilian, DJ Shusta, DJ Desue, Don Tone, Tai Jason, Loggarizm und Fuego produziert. Die meisten Produktionen stammen dabei von Paul NZA & Kilian. Diese produzierten die Musik zu den Stücken Papa ist da, Jackpot, 20:15, NDW 2005, Ein Mann, ein Wort und Abtörn Görl. DJ Desue ist der Produzent der Titel A.G.G.R.O. und Nach eigenen Regeln. Willkommen in Berlin wurde von Tai Jason produziert. Don Tone ist für die musikalische Untermalung von Eine Bombe du liegst und Playboy verantwortlich. Loggarizm hat an der Entstehung von Alles wird gut mitgewirkt und DJ Shusta produzierte die Musik zu Was?!. Die bereits zuvor auf zahlreichen Tonträgern des Labels Aggro Berlin vertretenen Beathoavenz haben die Musik von Bitte Bitte und F.L.E.R. beigesteuert. Der auf der Premium Edition zu findende Titel Mentalität wurde ebenfalls von den Beathoavenz produziert. Außerdem ist Fuego für die Musik von BÄNG BÄNG, Schwererziehbar 2005 und Neue Deutsche Welle 2004 verantwortlich.

## Illustration
Das Cover zeigt Fler. Dieser trägt ein Cap, das ihm die Augen teilweise abschirmt. Der Rapper trägt eine Lederjacke und eine Kette, deren Anhänger auf Unterleibshöhe hängt. Der Anhänger ist der in Frakturschrift geschriebene Fler-Schriftzug. Auf Flers linkem Arm sitzt der aus den Videoclips zu NDW 2005 und Papa ist zurück bekannte Adler. Auf dem T-Shirt, das Fler auch im Video zu NDW 2005 trägt, ist das Konterfei des österreichischen Sängers Falco zu erkennen.

## Singles
Aus dem Album wurden zwei Singles ausgekoppelt. Das für viel Kritik sorgende Lied NDW 2005, das eine nachgespielte Melodie und nachgesungene Vocals aus Falcos Rock Me Amadeus enthält, stieg bis auf Platz neun der deutschen Single-Charts; insgesamt konnte sich die Single 17 Wochen in den Top 100 halten. Neben fünf verschiedenen Versionen des Tracks NDW 2005 sind auch die Lieder Heimkind, Du Opfa und Handy Nr. auf der Single zu finden. Im Video zu NDW 2005 fährt Fler mit einem Mercedes-Benz CLS durch Berlin, befindet sich in Katakomben, wo sich Fight Club-artige Kampfszenen abspielen und hält einen Adler, der später auch bei Papa ist zurück auftaucht, auf dem Arm. Tony D, Shizoe und Patrice spielen u. a. im Clip mit.
Als zweite Single wurde das nur auf der Premium-Edition enthaltene Stück Nach eigenen Regeln veröffentlicht. Das Lied war 9 Wochen in den Top 100 vertreten. Die Maxi-CD beinhaltet neben dem Song auch zwei Remixe, sowie den Track A.G.G.R.O., den Tai-Jason-Remix von A.G.G.R.O. und den Song Identität, der zuvor auch als Freetrack legal aus dem Internet heruntergeladen werden konnte.

Cover der Single „NDW 2005“
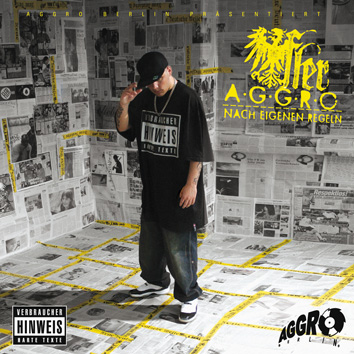
Cover der Single „Nach eigenen Regeln“

## Rezeption
| Professionelle Bewertungen | Professionelle Bewertungen |
| -------------------------- | -------------------------- |
| Kritiken                   |                            |
| Quelle                     | Bewertung                  |
| laut.de                    | [ 4 ]                      |
| HipHop-Jam.net             | [ 5 ]                      |

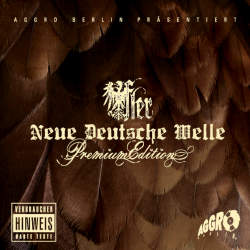
Cover der Premium Edition

Die Kritiken zu Neue Deutsche Welle fielen eher negativ bis durchwachsen aus:
- Das Online-Magazin laut.de kritisierte das Album von vorne bis hinten und vergab lediglich 1 von möglichen 5 Punkten:

„Ein vollkommen talentfreier junger Mann - von einem MC, einem Master of Ceremony (oder auch nur einem Mic Controller) darf man bei einer derart dürftigen Darbietung wirklich nicht sprechen - hat nichts zu erzählen, tut dies nichtsdestotrotz lautstark über langweilige, uninspirierte Beats. [...] In bewährter Aggro-Berlin-Manier wird auf Storytelling weitgehend verzichtet, dafür Dicke-Eier-Lyrik galore. "Abtörn-Görl", der einzige Track, der, unterstützt von Sido, ansatzweise eine Geschichte zu erzählen versucht, tut dies passend zum Titel über einem derart abturnendem Instrumental, dass man sich auf die (übrigens auch ganz neuen) Sprücheklopfereien über zu fette, zu haarige und zu stark transpirierende Frauen kaum konzentrieren kann.“

- Die Internetseite HipHop-Jam.net bewertete das Album, aufgrund der guten Produktion, mit 3,5 von 5 möglichen Punkten:

„Das gesamte Album ist gespickt mit pompösen Beats, die man in dieser Form nirgendwo anders zu hören bekommt. Was man Fler vorwerfen kann und was er [...] nicht abstreiten kann, ist, dass seine Mucke ohne jegliche Sinnhaftigkeit ist.“

## Chartplatzierungen
Neue Deutsche Welle stieg in der 20. Kalenderwoche des Jahres 2005 auf Platz 5 in die deutschen Album-Charts ein. In den folgenden beiden Wochen konnte der Tonträger mit den Positionen 6 und 8 zwei weitere Top-10-Platzierungen belegen. Das Album war insgesamt 16 Wochen in der Liste der 100 meistverkauften Alben vertreten. In den deutschen Jahrescharts 2005 belegte der Tonträger Rang 73.
| ChartsChartplatzierungen | Höchstplatzierung | Wochen |
| ------------------------ | ----------------- | ------ |
| Deutschland (GfK)        | 5 (16 Wo.)        | 16     |
| Österreich (Ö3)          | 28 (8 Wo.)        | 8      |
| Schweiz (IFPI)           | 68 (1 Wo.)        | 1      |

| ChartsJahrescharts (2005) | Platzierung |
| ------------------------- | ----------- |
| Deutschland (GfK)         | 73          |